# 拉沙佩勒圣欧班
拉沙佩勒圣欧班（法語：La Chapelle-Saint-Aubin，法語發音：[la ʃapɛl sɛ̃.t‿obɛ̃]）是法国萨尔特省的一个市镇，位于该省中部，省会勒芒市区西北大约3公里处，属于勒芒区和勒芒都会区。拉沙佩勒圣欧班是勒芒北郊重要的卫星城，境内设有大型开放式商业街区。

## 地理
拉沙佩勒圣欧班（48°2'7"N, 0°9'38"E）面积5.93 平方千米，位于法国卢瓦尔河地区大区萨尔特省，该省份为法国西北部内陆省份，北起顺时针与奥恩省、厄尔-卢瓦省、卢瓦-谢尔省、安德尔-卢瓦尔省、曼恩-卢瓦尔省和马耶讷省接壤，是法国大西部的入口，连接卢瓦尔河谷、布列塔尼和巴黎盆地。
与拉沙佩勒圣欧班接壤的市镇（或旧市镇、城区）包括：圣萨蒂南、特朗热、勒芒、拉米莱斯、圣帕瓦斯。
拉沙佩勒圣欧班的时区为UTC+01:00、UTC+02:00（夏令时）。

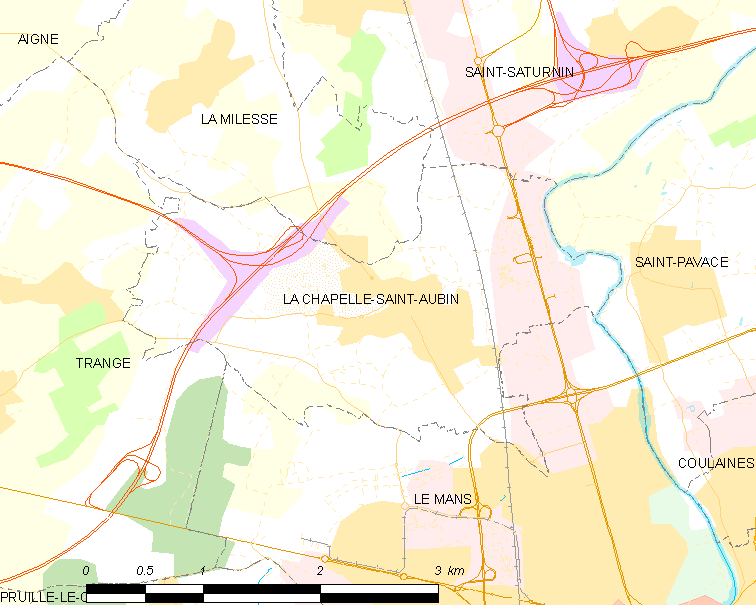
拉沙佩勒圣欧班的OSM定位图

## 行政
拉沙佩勒圣欧班的邮政编码为72650，INSEE市镇编码为72065。

## 政治
拉沙佩勒圣欧班所属的省级选区为勒芒第二县。

## 交通
A11高速公路与A81高速公路在拉沙佩勒圣欧班境内交汇，并设有一处互通式立交桥；另有D304线和D338线经过拉沙佩勒圣欧班。

## 人口

1962-2008年间拉沙佩勒圣欧班人口变化图示

拉沙佩勒圣欧班于2022年1月1日时的人口数量为2252人。